# 레드 & 화이트 플리트

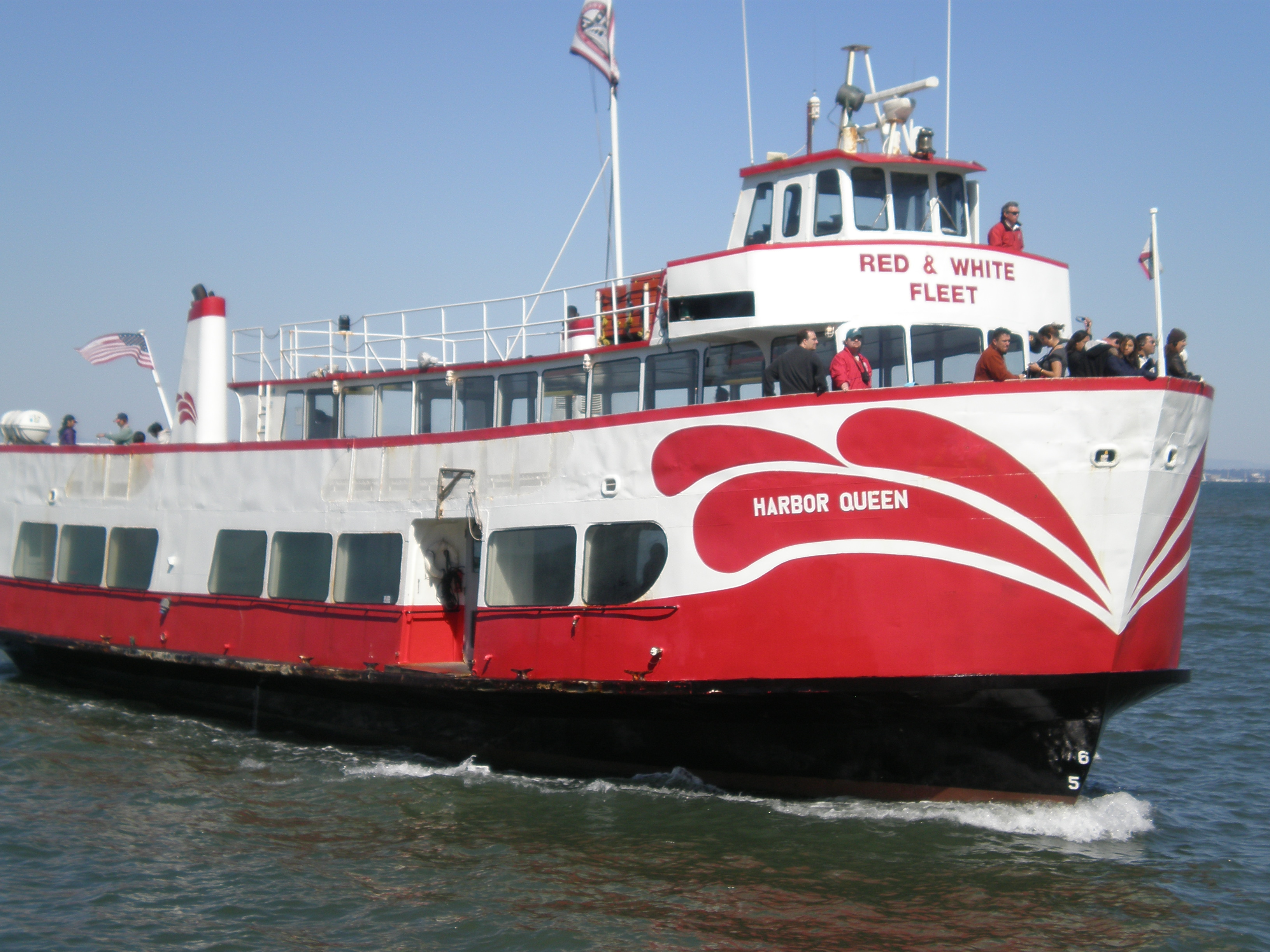
하버퀸호

레드 & 화이트 플리트(Red & White Fleet）는 미국 캘리포니아주의 샌프란시스코만 지역에서 페리 투어를 운행하고 있는 회사다. 1892년에 설립되었다.
피셔맨즈 워프를 중심으로 해서 골든게이트 교, 앨커트래즈섬등, 샌프란시스코의 명소를 돌리는 오리지널 관광 투어, 12개국어로 가이드 서비스를 제공한다.